# Devontae Cacok
Devontae Calvin Cacok (ur. 8 października 1996 w Chicago) – amerykański koszykarz, występujący na pozycjach silnego skrzydłowego lub środkowego, obecnie zawodnik Virtusu Bolonia.
21 października 2019 został zwolniony przez Los Angeles Lakers. 11 grudnia 2019 podpisał kolejną umowę z Lakers na występy zarówno w NBA, jak i zespole G-League – South Bay Lakers.
20 września 2021 został zawodnikiem Brooklyn Nets. 16 października 2021 został zwolniony. 18 października 2021 zawarł kontrakt z San Antonio Spurs, na występy w NBA oraz zespole G-League – Austin Spurs. 4 marca 2022 jego kontrakt został przekonwertowany na standardową umowę z klubem Spurs. 10 lipca 2023 dołączył do włoskiego Virtusu Bolonia.

## Osiągnięcia
Stan na 27 października 2023, na podstawie, o ile nie zaznaczono inaczej.
NCAA
- Uczestnik:
  - turnieju NCAA (2016, 2017)
  - meczu gwiazd NCAA –	Reese's College All-Star Game (2019)
- Mistrz:
  - turnieju konferencji Colonial Athletic Association (CAA – 2016, 2017)
  - sezonu regularnego CAA (2016, 2017)
- Obrońca roku CAA (2017)
- Zaliczony do:
  - I składu:
    - CAA (2018, 2019)
    - turnieju:
      - CAA (2017)
      - Don Haskins Sun Bowl Invitational (2018)
      - Portsmouth Invitational Tournament (2019)

    - defensywnego CAA (2017–2019)

  - III składu CAA (2017)
- Lider:
  - NCAA w:
    - zbiórkach (2018)[11]
    - skuteczności rzutów z gry (80% – 2017)[12]

  - CAA w:
    - zbiórkach (2018, 2019)
    - skuteczności rzutów z gry (2017–2019)
- Zawodnik tygodnia CAA (21.11.2016, 19.12.2016, 12.02.2018, 14.01.2019)

NBA
- Mistrz NBA (2020)

Inne drużynowe
- Zdobywca Superpucharu Włoch (2023)

Indywidualne
- Zaliczony do I składu[13]:
  - G-League (2020)
  - debiutantów G-League (2020)